# Owen Joyner
Owen Patrick Joyner (* 19. Juli 2000 in Norman, Oklahoma) ist ein US-amerikanischer Schauspieler, der vor allem durch seine Hauptrolle des Christian „Crispo“ Powers in der Nickelodeon-Teen-Sitcom 100 Dinge bis zur Highschool international bekannt wurde.

## Leben
Owen Joyner wurde in der Großstadt Norman, rund 35 km südlich von Oklahoma City, als Sohn von Mike Joyner und Dinah Joyner (ehemalige Blohm-Joyner, jetzige Joyner-Gantz) geboren. Seine Mutter stammt aus Hamburg war in die Vereinigten Staaten ausgewandert. Owen lebte in Deutschland, bis er vier war. Während Owen und Luka, seine ältere Schwester, denselben Vater haben, stammen die beiden jüngsten Kinder, Hannah und Hayden, aus der späteren Beziehung der Mutter mit Ryan Curtis Gantz.
Zur Schauspielerei kam er, als er die Aufführung eines Freundes im Theater verfolgte und dort die Aufmerksamkeit eines Regisseurs erhielt, der ihn für ein Vorsprechen seiner nächsten Produktion einlud. Nachdem er für die Rolle genommen worden war, begann er in lokalen Theaterstücken und Musicals mitzuspielen. So spielte er im Musical Camp Rock die Rolle des Nate Jonas und war als Tom Marlowe im Musical Good News zu sehen. Weitere Auftritte hatte er als Sänger und Tänzer bei einer vom Symphonie-Orchester Oklahoma City Philharmonic veranstalteten Weihnachtsshow oder war bei einer Der Zauberer von Oz-Produktion als Tin Man zu sehen.
Bei den Young Producers spielte er zudem in den beiden Theaterstücken How to succeed … und Urinetown mit und war beim Stück Roommates von Cast&Crew Productions in der Rolle des Brandon zu sehen. Mit der lokalen Filmproduktionsfirma Epoxy Films aus Broken Arrow, Oklahoma, drehte er einen Werbefilm für das Oklahoma Department of Tourism and Recreation. Nachdem er einen Agenten gefunden hatte, kam er nach Los Angeles, um sich auf seine anstehende Karriere in Film und Fernsehen zu konzentrieren und wurde für die Nickelodeon-Teen-Sitcom 100 Dinge bis zur Highschool gebucht. In der Serie von Scott Fellows, der auch andere spätere Nickelodeon-Produktionen wie Neds ultimativer Schulwahnsinn, Johnny Test oder Big Time Rush schuf, tritt er in der Hauptrolle des Christian „Crispo“ Powers an der Seite von Isabela Moner als CJ Martin und Jaheem Toombs als Fenwick Frazier in Erscheinung. Während seiner Zeit am Set von 100 Dinge bis zur Highschool war Joyner, selbst noch Schüler, nicht vom Unterricht freigestellt, sondern lernte über das Programm der Connections Academy online zwischen den Szenen. Neben seiner Arbeit an der Serie spielte er auch in Brent Ryan Greens Spielfilmdebüt The Veil, an der Seite von William Levy, Serinda Swan, William Moseley oder Nick E. Tarabay, mit.

## Filmografie
- 2014–2016: 100 Dinge bis zur Highschool (100 Things to Do Before High School) (Fernsehserie)
- 2017: Die Thundermans (Fernsehserie, eine Folge)
- 2018–2019: Knight Squad
- 2019: Henry Danger (Fernsehserie, eine Folge)
- 2020: Julie and the Phantoms (Fernsehserie, neun Folgen)
- 2025: Final Destination: Bloodlines